# Nancy Chepkwemoi
Nancy Chepkwemoi (ur. 8 października 1993) – kenijska lekkoatletka specjalizująca się w biegach średnio i długodystansowych.

## Osiągnięcia
| Rok  | Impreza                                   | Miejsce        | Konkurencja          | Pozycja     | Wynik   |
| ---- | ----------------------------------------- | -------------- | -------------------- | ----------- | ------- |
| 2010 | Mistrzostwa świata juniorów               | Moncton        | bieg na 1500 m       | 3. miejsce  | 4:11,04 |
| 2011 | Mistrzostwa świata w biegach przełajowych | Punta Umbría   | bieg juniorek (6 km) | 6. miejsce  | 19:20   |
| 2011 | Mistrzostwa świata w biegach przełajowych | Punta Umbría   | drużyna juniorek     | 2. miejsce  |         |
| 2011 | Mistrzostwa Afryki juniorów               | Gaborone       | bieg na 1500 m       | 2. miejsce  | 4:09,25 |
| 2012 | Mistrzostwa Afryki w biegach przełajowych | Kapsztad       | bieg juniorek        | 3. miejsce  | 19:37   |
| 2015 | Mistrzostwa świata                        | Pekin          | bieg na 1500 m       | półfinał    | 4:18,15 |
| 2016 | Halowe mistrzostwa świata                 | Portland       | bieg na 3000 m       | 10. miejsce | 9:07,63 |
| 2016 | Igrzyska olimpijskie                      | Rio de Janeiro | bieg na 1500 m       | eliminacje  | 4:15,41 |

## Rekordy życiowe
- Bieg na 1500 metrów (stadion) – 4:03,09 (2015)
- Bieg na 1500 metrów (hala) – 4:08,46 (2016)
- Bieg na 3000 metrów (hala) – 8:49,06 (2016)